# Canapè Boca
El Sofà Mae West o Mae West Lips Sofà (Lips, llavis, en anglesos) o Canapè Boca és un famós canapè obra d'art dadà-surrealista de 1936, en forma de llavis de l'estel de cinema símbol sexual americana Mae West (1893-1980), de l'artista Salvador Dalí (1904-1989). Aquesta obra emblemàtica de l'artista és de llavors ençà reeditada i declinada en moltes versions, i reproduccions

## Història
El riquíssim poeta mecenes d'art surrealista britànic Edward James (1907-1984) encarregà a Salvador Dalí aquesta obra d'art dadà-surrealista l'any 1936, per a la seva col·lecció privada, inspirada en els sensuals llavis vermells de l'actriu estatunidenca hollywoodenca Mae West (famosa vedet de cinema i sex-symbol d'entreguerres de l'època).

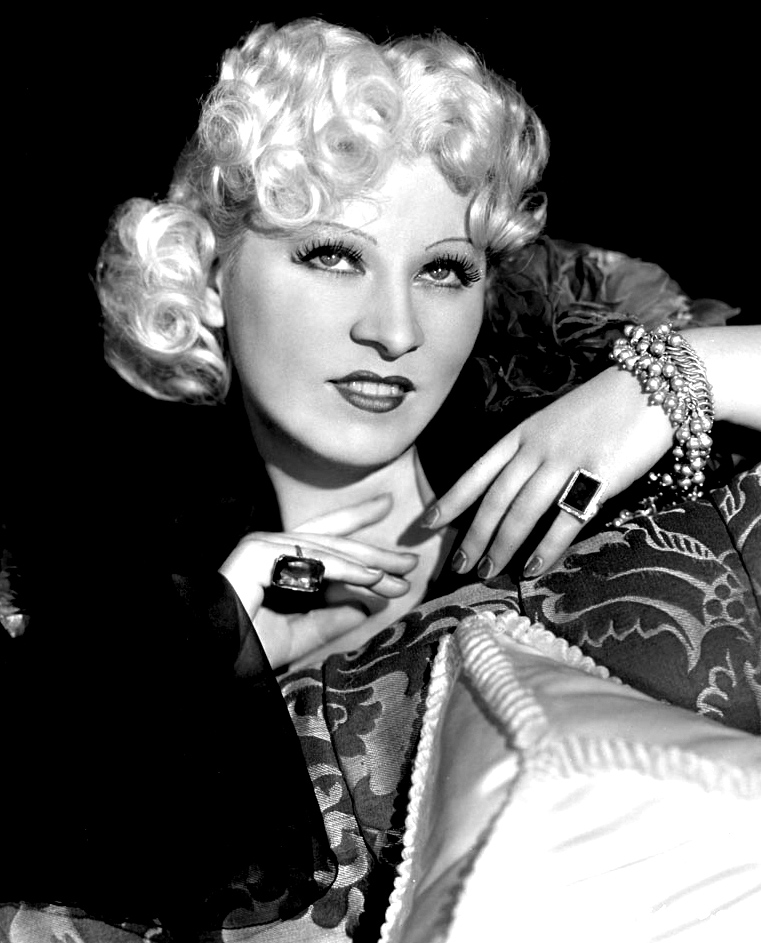
Mae West en 1936
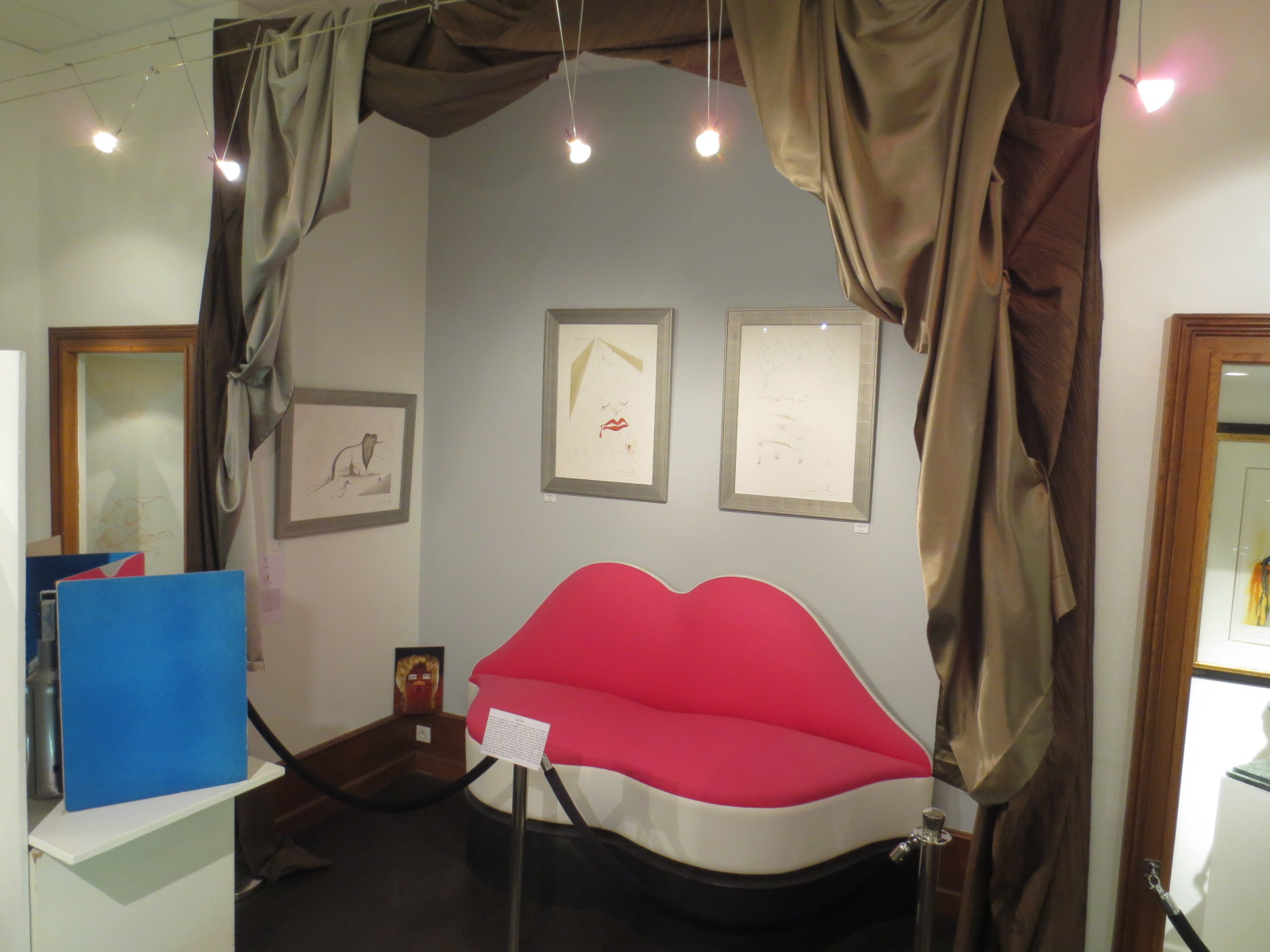
Reproducció de l'antic museu Dalí de Beaune
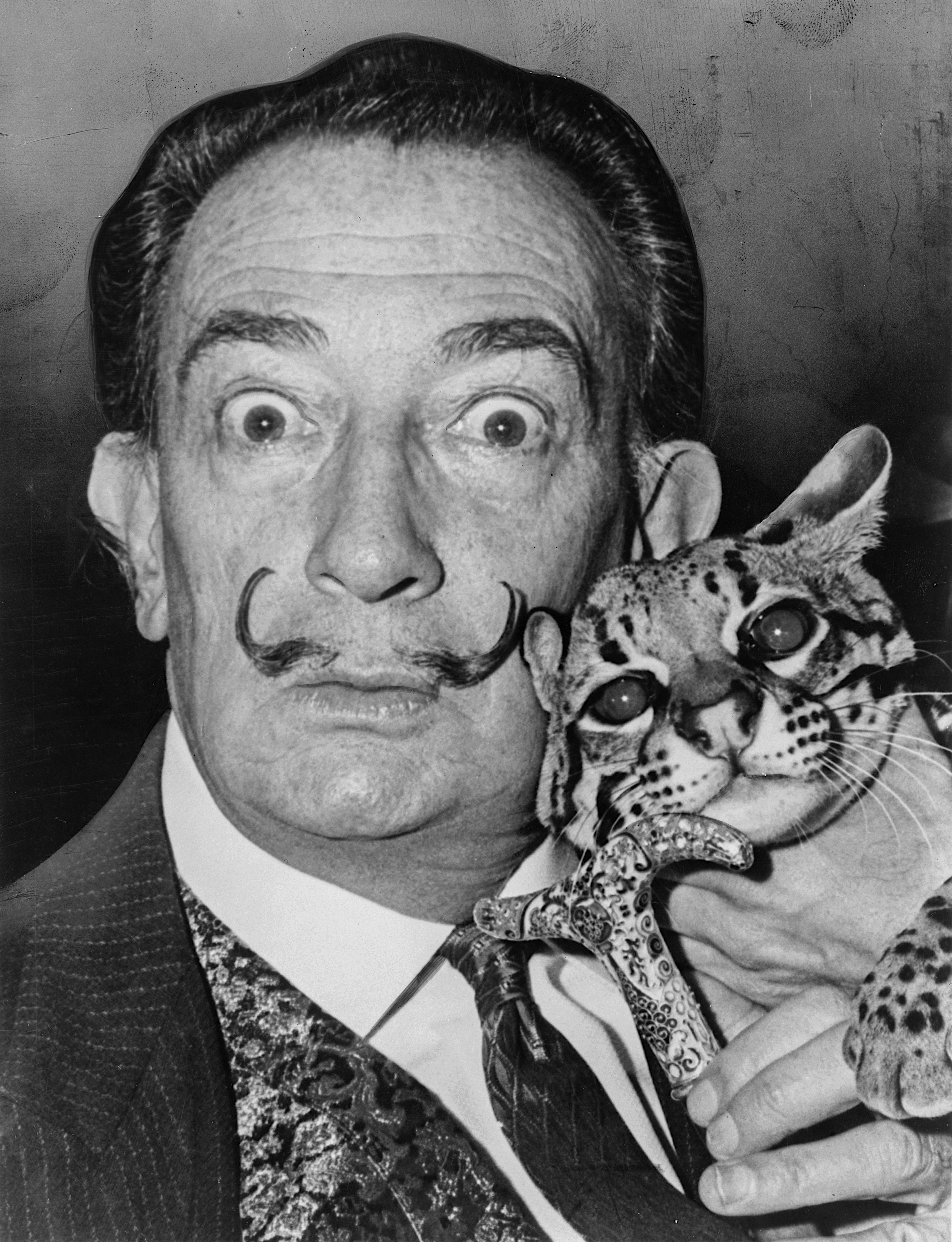
Salvador Dalí el 1965

Dali creà el 1934-35 el seu quadre Retret de Mae West que pot utilitzarèse com a apartament surrealista, en guaix i collage sobre paper de diari (exposat actualment a l'Art Institute of Chicago). Se n'inspira per a concretar amb el seu sofà Boca original un famós quadre dadà-surrealista teatral gegant en tres dimensions de la talla d'un apartament de la cara de Mae West amb cortines color or al pentinat, una xemeneia amb dues llars de foc per al nas, i dos quadres a les parets per als ulls, el tot observable d'una lent òptica (una de les obres més famoses de la sala Mae West del seu Teatre-museu Dalí de la Fundació Gala-Salvador Dalí de Figueres).
Declinat i venut per l'artista en moltes versions, aquest famós canapè és des de reeditat, declinat, revisitat, reproduït, i venut sota diversos noms per molts fabricants de mobles i dissenyadors (Studio 65, Gufram.). Moltes variants i reproduccions són exposades d'aleshores ençà als museus Boijmans Van Beuningen de Rotterdam als Països Baixos, Victoria and Albert Museum de Londres, museu i galeria d'art de Brighton, Fundació d'empresa Louis-Vuitton de París, antic museu Dalí de Beaune.